# 36 quai des Orfèvres (bande originale du film)
Albums de Erwann Kermorvant
La Danse du vent
(2004) Un ticket pour l'espace
(2005)
36 quai des Orfèvres est la bande originale du film éponyme de Olivier Marchal sorti en 2004. Elle a été composée par Erwann Kermorvant et Axelle Renoir.
Le titre Don't Bring Me Down, interprété par la chanteuse Sia, est extrait de son troisième album studio Colour the Small One.
| No  | Titre               | Interprète | Durée |
| --- | ------------------- | ---------- | ----- |
| 1.  | Camille             |            | 4:10  |
| 2.  | 36                  |            | 4:00  |
| 3.  | The Armoured Van    |            | 3:42  |
| 4.  | Club                |            | 3:41  |
| 5.  | Noir sur Blanc      |            | 1:56  |
| 6.  | Seul                |            | 1:56  |
| 7.  | Leo et Camille      |            | 3:03  |
| 8.  | The Distress        |            | 3:18  |
| 9.  | Standby             |            | 5:25  |
| 10. | Les Écoutes         |            | 1:46  |
| 11. | Strange Mood        |            | 3:26  |
| 12. | Vox Inmenrentis     |            | 2:10  |
| 13. | Accident            |            | 2:40  |
| 14. | Camille Piano       |            | 1:00  |
| 15. | Corvée de Bois      |            | 1:27  |
| 16. | Vengeance           |            | 2:40  |
| 17. | Résolutions         |            | 1:11  |
| 18. | Don't Bring Me Down | Sia        | 4:25  |